# Spectrum (Guatemala)
Spectrum es una empresa guatemalteca que se dedica al desarrollo de centros comerciales, vivienda y parque industrial, propiedad de Grupo Pantaleon. 
La historia de Spectrum inicia en 1995, en el cual se crea con el objetivo de mejorar la calidad de vida por medio de proyectos sostenibles y con una idea de negocios rentables. Actualmente la desarrolladora , tiene proyectos en Guatemala y Colombia , y en sus filas hay más de 2000 empleados 

## Historia
El primer gran proyecto de Spectrum, fue la construcción de una torre de oficinas , que estaría ubicada en la Zona 10 de la Ciudad de Guatemala , el cual se llamaría Centro Gerencial Las Margaritas, el objetivo de era ser un centro de negocios para brindar un buen entorno coorporativo, la primera torre empieza su construcción en el año 1989, esta tendría 19 niveles, sótanos y 6 elevadores , esta termina su construcción en el año 1991 .La Torre 2 de 20 niveles, 5 sótanos y 6 elevadores , inicia construccíon en 1994y termina en 1996. Esta torre 2, en su tiempo fue considerada como el edificio más alta de Guatemala con poca más de 70 metros de altura.
Luego la desarrolladora , busca la creación del Museo Miraflores , para ello sus antecedentes se remontan desde diciembre de 1995, cuando se realizó un convenio entre los propietarios del terreno y las autoridades del Ministerio de Cultura y Deportes para construir el Museo Miraflores. Los trabajos de construcción principiaron en septiembre del año 2000, pero previamente se debió considerar el concepto del museo, el diseño del edificio y su conjunto, así como el guion museográfico, tomando en consideración postulados básicos de los tiempos modernos, que van desde la problemática social y la diversidad hasta el desarrollo sostenible. El diseño al inicio buscaba combinar el esparcimiento y saber , un concepto revolucionario en Guatemala. El “Paseo Miraflores” estará compuesto de varios complejos comerciales, entre ellos Esquina Miraflores y Centro Comercial Galerías Miraflores, que rodean el elemento central del complejo, representado por el Museo Miraflores y los montículos del área de reserva arqueológica. El museo es el primer museo de sitio de la ciudad de Guatemala, un espacio de vanguardia especialmente diseñado para conservar y compartir el legado de Kaminaljuyu, la metrópoli maya más exitosa y próspera del valle de Guatemala.
Spectrum incursiona en el desarrollo de los centros comerciales, empezando como Centro Comercial Galerías Miraflores ,ubicado en la Zona 11 de Ciudad de Guatemala ,  con una inversión de alrededor de 90 millones de dólares  a la par de Muse Miraflores, fue fundado en el año 2003 , este fue el primer gran mall de Guatemala , el cual cuenta con más de 300 opciones de compras entre restaurantes, lugares de moda y entretenimiento. El Centro Comerical ha sufrido diversas remodelaciones en 2006, 2011 y 2020.
El siguiente gran proyecto, también fue de ámbito comercial, y se trata de Oakland Place, ubicado en la Zona 10 de Ciudad de Guatemala , fundado en el año 2008, el mall ha tenido varias remodelaciones en 2015, 2017 y 2023, con una inversión de alrededor de 150 millones de dólares , siendo esta última la más importante. Y con la que cambió de nombre pasando de Oakland Mall a Oakland Place, además de que con este se convritió en el centro comercial más grande de Guatemala , con un área de construcción de 274 000 m² de construcción y 48 000 m² de área comercial además de copntar con más de 400 opciones de compras.
El tercer complejo comercial vendría en camino se trata del Centro Comercial Portales. , el cual se inauguró en el año 2011, ubicado en la Zona 17 de Ciudad de Guatemala , el mall se encuentra en una de la salidas de la ciudad . El complejo, tuvo una inversión de 51 millones de dólares y sufrió una remodelación en el año 2017, la cual dejó como resultados que el complejo sume un total de 98 180 m² de construcción y 36 472 m² de área comercial. Además que tener más de 180 tiendas a lo largo del mismo.
El cuarto y último centro comercial diseñado por la desarrolladora fue Naranjo Mall , este se inauguró en el año 2015, y tiene la peculiaridad de ubicarse en otro municipio distinto a Guatemala , más exactamente en la Zona 4 ,municipio de Mixco, este tuvo una inversión de 37 millones de dólares. Este posee un total aproximado de 62 000 m² de construcción y 27 000 m² de área comercial , el centro comercial posee alrededor de 150 tiendas y opciones de compras. 
Además de esto, Spectrum ha realizado diversas inversiones en proyectos relacionados con la vivienda, entre ello se destaca la creación de varios edificios como Parque Portales en Z.17 , Parque San Mateo en Z.7 , Parque Vista Verde en Z.15 , Parque 14 en Z.14 y Parque 10 en Z.10 , todos en la Ciudad de Guatemala
La empresa también esta realizandojunto con Grupo Pantaleon , el desarrollo de un Parque Industrial, Synergy Industrial Park, un parque que se ajusta a la perfección a la necesidad de actualización de las operaciones de las industrias, para responder de manera efectiva a los retos del mercado, optimizar la rentabilidad del negocio y escalar a otro nivel. El proyecto además propone un MasterPlan que es diseñado por EDSA, una de las firmas de diseño de parques industriales líderes en el mundo. Posee más de 4,700 hectáreas que desarrollará con proyectos residenciales, comerciales, universidades, colegios técnicos, hoteles, entretenimiento, restaurantes, hospitales, supermercados, centros de conveniencia, parques, avenidas amplias, banquetas, ciclovías y movilidad multimodal, entre otros. Está planificado y diseñado para privilegiar el desarrollo de negocios que valoran su competitividad. El proyecto se planea ejecutar en el departamento de Escuintla .

## Proyectos
Centros Comerciales
| Nombre        | Inauguración | N.º Tiendas | m²           | m²             | Inversión | Ubicación                 |
| Nombre        | Inauguración | N.º Tiendas | construcción | área comercial | Inversión | Ubicación                 |
| ------------- | ------------ | ----------- | ------------ | -------------- | --------- | ------------------------- |
| Miraflores    | 2003         | 300         | 180 000      | 62 000         | USD 100M  | Z.11, Ciudad de Guatemala |
| Oakland Place | 2008         | 400         | 274 000      | 48 000         | USD 150M  | Z.10, Ciudad de Guatemala |
| Portales      | 2011         | 180         | 98 180       | 36 472         | USD 51M   | Z.17, Ciudad de Guatemala |
| Naranjo Mall  | 2015         | 150         | 62 000       | 27 000         | USD 37M   | Z.4, Mixco                |

Oficina y Vivienda
| Nombre                                         | Inauguración | Pisos   | Sótanos | Ubicación                 |
| ---------------------------------------------- | ------------ | ------- | ------- | ------------------------- |
| Centro Gerencial Las Margaritas (Torre 1 y 2 ) | 1991 y 1996  | 19 y 20 | 5 y 6   | Z.10, Ciudad de Guatemala |
| Parque Portales                                | E/C          | 24      | 6       | Z.17, Ciudad de Guatemala |
| Parque San Mateo                               | 2024         | 17      | 5       | Z.7, Ciudad de Guatemala  |
| Parque Vista Verde                             | 2024         | 18      | -       | Z.15, Ciudad de Guatemala |
| Parque 14                                      | E/C          | 24      | 6       | Z.14, Ciudad de Guatemala |
| Parque 10                                      | 2023         | 22      | 7       | Z.10, Ciudad de Guatemala |

Parque Industrial
| Nombre                  | Estado | Ubicación |
| ----------------------- | ------ | --------- |
| Synergy Industrial Park | E/C    | Escuintla |

## Galería
|                                             |
| Centro Gerencial Las Margaritas Torre 1 y 2 |

|                          |
| Oakland Place (Interior) |

|                          |
| Oakland Place (Exterior) |

|                         |
| Naranjo Mall (Interior) |

|                         |
| Naranjo Mall (Exterior) |

|                  |
| Museo Miraflores |

|                            |
| Miraflores Mall (Exterior) |